# Nicolai Jacob Marstrand
Nicolai Jacob Marstrand (5. august 1770 ved Kvikne kobberværk i Østerdalen i Norge – 12. juli 1829) var mekaniker, opfinder, bagermester og kommerceråd.

## Opvækst
Marstrands far, Even Marstrand (1723-1785), var fra 1753 såkaldt bergskriver, dvs. administrerende leder, ved Kvikne Kobberværk i Østerdalen i Norge. Moderen var Magdalene Elisabeth, født Schnitler. Da Nicolai Marstrands far døde i 1785, flyttede familien til Trondhjem, og Nicolai tog eksamen ved byens katedralskole i 1789.

## Voksenliv
Omtrent 20 år gammel kom Marstrand til Danmark, blev huslærer, vejassistent og endelig assistent ved Frederiksværk. Som sådan fik han i 1802 offentligt legat til at studere mekanik og frem til 1810 fik han statsstøtte til mekanisk virksomhed. I 1806 flyttede han til København, og i 1807 blev han som kongelig mechanicus sendt til England for at skaffe oplysninger om de engelske klædefabrikker, hvilket tangerede industrispionage. Englandskrigen satte en stopper for udflugten, og da Marstrand kom hjem opfandt han en dejæltemaskine, der skaffede ham udkomme resten af livet. Skønt han ikke vidste noget om bagning i øvrigt, fik han i 1810 kongeligt privilegium til at drive et bageri i Silkegade i København, hvor hans maskine æltede rugbrødsdej under ledelse af skiftende forpagtere. Hans opfindelser omfattede også spindemaskiner, en oliepresse til rapsolie i 1812 og en hestegang (et hestedrevet trækhjul) i 1813. I 1827 konstruerede han en maskine til at kopiere billedhuggerarbejder med, og 1828 udviklede han en forbedring til den hydrauliske presse. Hans øvrige hverv omfattede blandt andet tilsynet med Døvstummeinstituttets værksteder (fra 1809) og posten som bestyrer af værkstederne i Forbedringshuset (fra 1813), og han blev udnævnt til kommerceråd i 1811.
Marstrand var et musikalsk menneske, og allerede under opholdet i England havde han udenfor programmet sat sig ind i metoder til konstruktion af harper, og ved hjemkomsten byggede han sine egne harper med pedaler. Han spillede selv på harpe og var også ferm på bratsj og cello. Marstrand afholdt musikaftener, hvor man ofte så medlemmer fra Det Kongelige Kapel og operaen. Der blev spillet kammermusik og sunget flerstemmig sang, og blandt gæsterne var C.W. Eckersberg, som senere fik stor betydning for Nicolai Marstrands søn Wilhelm.
Et af Marstrands første hverv, fra 1795, bestod i at være vejassistent på bygningen af landevej og landevejsbroer på strækningen mellem Roskilde og Holbæk. I sidstnævnte by stiftede han bekendtskab med præsten Troels Smith og dennes hustru, Anna Agnete, født Plum. I præstegården mødte han Smiths datter Petra Othilia (1778-1847), og de blev gift i 1803. I ægteskabet kom der først to børn, der døde som små, og derefter fem sønner, Osvald Marstrand, Wilhelm Marstrand, Troels Marstrand, Otto Marstrand, og værktøjsmageren Theodor Marstrand (1817-1863). Efter Nicolai Marstrands død i 1829 drev Petra Marstrand bagervirksomheden videre med forpagtere til 1839. Dette år overtog sønnen Troels Marstrand driften, og han udviklede virksomheden væsentligt, blandt andet med en dampmølle.